# Historia gier komputerowych (siódma generacja)
Siódma generacja – okres w historii gier komputerowych, który rozpoczął się w 2005 roku wypuszczeniem na rynek przez Microsoft konsoli gier wideo Xbox 360. W 2006 roku swoją premierę miały urządzenia siódmej generacji od Sony i Nintendo, czyli odpowiednio PlayStation 3 oraz Wii.
W trakcie trwania tej generacji doszło do intensywnego rozwoju branży elektronicznej rozrywki. Spopularyzowano platformy dla graczy zawierające sklepy z dystrybucją elektroniczną, zajmujące się sprzedażą gier i DLC oraz pełniące funkcje zarządzania prawami cyfrowymi DRM, zawierające systemy osiągnięć oraz serwisy crowdfundingowe. Standardem stała się sprzedaż przepustek sezonowych, mikropłatności w darmowych i płatnych grach oraz autoryzacja gier (lub ich modułów) sprzedanych w dystrybucji pudełkowej za pomocą jednorazowych kodów. Pojawił się także nowy model płatności za gry, tzw. wczesny dostęp (ang. early access), który po wykupieniu dostępu do produkcji przed premierą umożliwiał grę we wczesną wersję danego tytułu.
Za sprawą dużej popularności platform mobilnych takich jak smartfony i tablety, pod koniec generacji zmalała sprzedaż konsol przenośnych. Gry społecznościowe oraz tytuły korzystające z kontrolerów ruchu (np. Kinect) znalazły duże grono zwolenników. Większość gier MMO została wydana w systemie free-to-play lub po pewnym czasie ich wydawcy zrezygnowali z abonamentu. Swoją niszę znalazły także serwisy oferujące granie w chmurze obliczeniowej, a gry zaczęły pojawiać się na masową skalę w mediach strumieniowych, które transmitowały rozgrywki e-sportowe. Dzięki finansowaniu społecznościowemu oraz platformom dystrybucji elektronicznej sukces zaczęły odnosić gry niezależne oraz reedycje gier z poprzednich generacji. Za końcową datę siódmej generacji uznaje się przełom 2013 i 2014 roku, kiedy wydano konsole PlayStation 4 i Xbox One.
Do najlepiej ocenianych produkcji siódmej generacji gier komputerowych należą: Batman: Arkham City, BioShock, Grand Theft Auto IV, Grand Theft Auto V, Mass Effect 2, The Orange Box, Super Mario Galaxy, Super Mario Galaxy 2, The Elder Scrolls V: Skyrim i Uncharted 2: Among Thieves. Natomiast pośród najlepiej sprzedających się tytułów znalazły się: Battlefield 3, Call of Duty: Black Ops, Call of Duty: Modern Warfare 2, Call of Duty: Modern Warfare 3, Diablo III, Grand Theft Auto IV i Grand Theft Auto V, Kinect Adventures!, Mario Kart Wii, Minecraft, New Super Mario Bros. Wii,  Skyrim, Wii Fit, Wii Fit Plus, Wii Play, Wii Sports, Wii Sports Resort.

## Systemy gier

### Stacjonarne konsole gier wideo

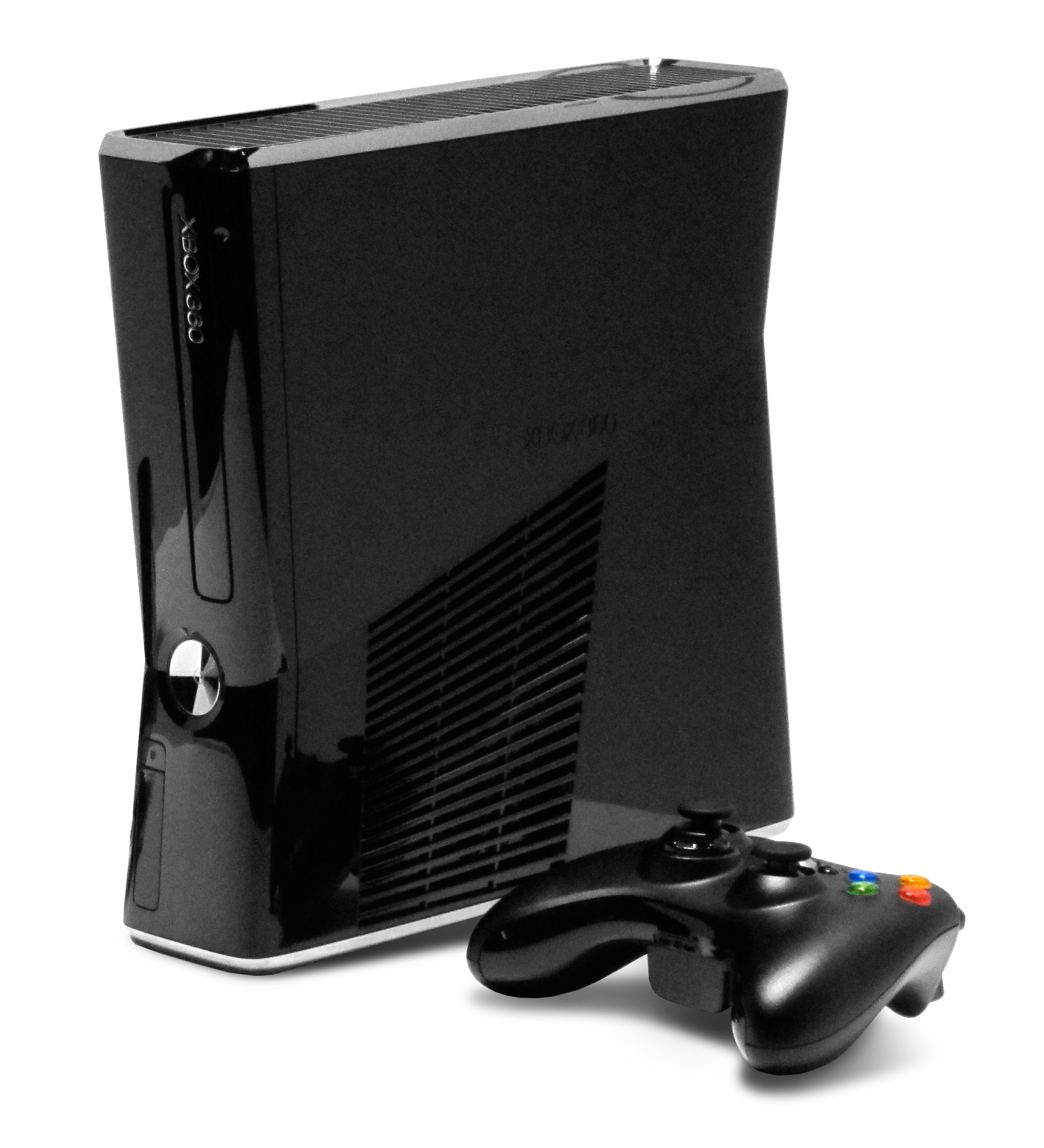
Xbox 360

Pierwszą stacjonarną konsolą siódmej generacji gier komputerowych był Xbox 360 firmy Microsoft. Konsola zadebiutowała 22 listopada 2005 w Stanach Zjednoczonych, 2 grudnia 2005 w niektórych państwach Europy, 10 grudnia 2005 w Japonii. Urządzenie zostało sprzedane w liczbie 80 milionów sztuk. Jako druga konsola stacjonarna w tej generacji została zaprezentowana PlayStation 3 firmy Sony. Urządzenie miało swoją premierę 11 listopada 2006 roku w Japonii, 17 listopada 2006 w Stanach Zjednoczonych, Kanadzie, Hongkongu i na Tajwanie, 23 marca 2007 w Europie i Singapurze. Konsola została sprzedana w liczbie 80 milionów sztuk na całym świecie. Trzecią i ostatnią konsolą, która trafiła do sprzedaży we wspomnianej generacji gier było Wii firmy Nintendo. Urządzenie miało swoją premierę 19 listopada 2006 w Ameryce Północnej i Południowej, 2 grudnia 2006 w Japonii, 7 grudnia 2006 w Australazji i Włoszech oraz 8 grudnia 2006 w większości pozostałych krajów Europy. Wii uzyskało największą sprzedaż spośród konsol siódmej generacji, wynoszącą 86,01 mln egzemplarzy. Zarówno PlayStation 3, jak i Xbox 360 posiadały trzy różne wersje; w przypadku konsoli Sony były to fat, slim i super slim, a w przypadku urządzenia Microsoftu podstawowa, Elite i S.
Wraz z premierą pierwszej konsoli siódmej generacji Microsoft wprowadził abonament na usługi świadczone na Xbox Live, obejmujący m.in. dostęp do modułów rozgrywki wieloosobowej w każdej grze wydanej na konsoli Xbox 360. Konkurencja w postaci Sony nie wprowadziła opłat za korzystanie z serwisu PlayStation Network, jednak w 2010 roku wprowadziła płatną usługę PlayStation Plus, która zapewniała co miesiąc gry i dodatki – początkowo dla konsoli PlayStation 3, a później także dla konsol ósmej generacji (PlayStation Vita i PlayStation 4). W 2013 roku Microsoft także wprowadził darmowe gry dla subskrybentów złotego abonamentu Xbox Live.
Pierwsze modele konsol Xbox 360 i PlayStation 3 posiadały dużą awaryjność. U 30% nabywców sprzętu firmy Microsoft pojawił się problem nazwany RROD (Red Ring of Death) objawiający się świeceniem trzech czerwonych diod sygnalizujących ogólny błąd sprzętowy. Natomiast część posiadaczy urządzeń Sony natrafiła na problemy sygnalizowane przez włączenie się żółtej diody – YLOD (Yellow Light of Death) oraz migającą czerwoną diodę – RLOD (Red Light of Death). Oba rodzaje awarii powodowane były przez zbyt wysoką temperaturę powodującą przerywanie cynowych połączeń między układem karty graficznej lub procesorem konsoli a jej płytą główną. Najmniejszą awaryjność miały konsole Wii, które cechowały się długą żywotnością i niezawodnością. Jednak tuż po premierze urządzeń Nintendo na rynek trafiła partia egzemplarzy fabrycznie uszkodzonych, które były wyposażone w przegrzewający się procesor grafiki. Uszkodzenie konsoli objawiało się licznymi artefaktami na ekranie.
Pod koniec kwietnia 2011 roku hakerzy zaatakowali serwery PlayStation Network i ukradli dane około 70 milionów graczy, w tym informacje o kartach kredytowych. Po ataku usługa była nieaktywna przez 24 dni, co uniemożliwiło m.in. grę przez Internet na konsoli PlayStation 3.

### Przenośne konsole gier wideo

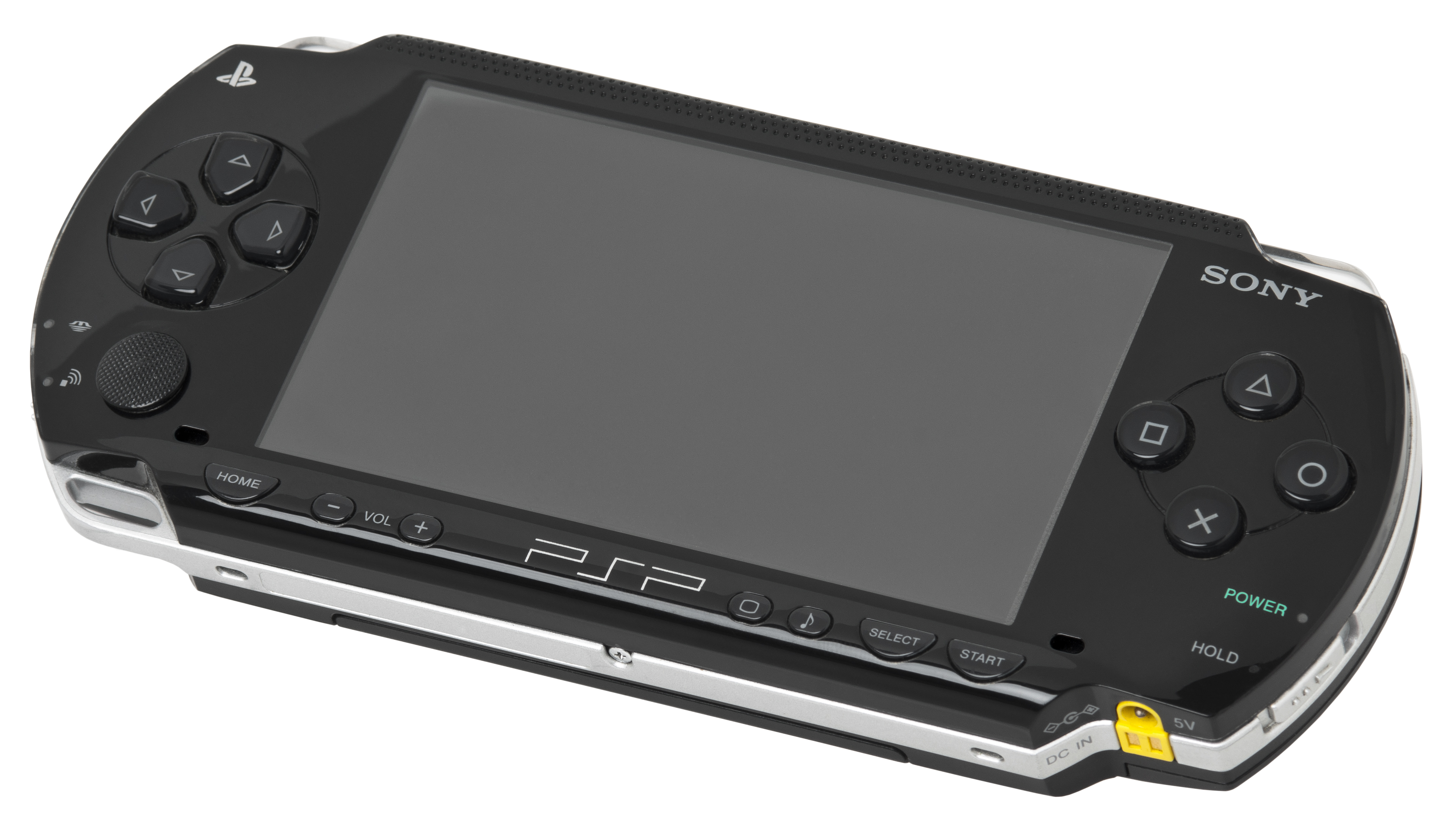
PlayStation Portable

Pierwszą przenośną konsolą gier wideo był produkt Nintendo pod nazwą Nintendo DS. Jego premiera odbyła się 21 listopada 2004 w Stanach Zjednoczonych, 2 grudnia 2004 w Japonii, 11 marca 2005 w Europie oraz 24 lutego 2005 w Australii. Według danych z 27 kwietnia 2016 roku sprzedano 154,02 milionów egzemplarzy na całym świecie. 2 marca 2006 roku w Japonii, 11 czerwca 2006 w Ameryce Północnej, 23 czerwca 2006 w Europie i 1 czerwca 2006 w Australii wydano lżejszą i cieńszą wersję Nintendo DS o nazwie Nintendo DS Lite. Urządzenie zostało sprzedane w liczbie 93,42 milionów sztuk. Natomiast 1 listopada 2008 w Japonii, 2 kwietnia 2009 w Australii, 3 kwietnia 2009 w Europie oraz 5 kwietnia 2009 w Stanach Zjednoczonych została wydana kolejna wersja konsoli o nazwie Nintendo DSi.
12 grudnia 2004 w Japonii, 24 marca 2005 w Stanach Zjednoczonych oraz 1 września 2005 w Europie i Australii wydano PlayStation Portable, czyli pierwszą przenośną konsolę gier wideo wyprodukowaną przez Sony Computer Entertainment. Do 14 września 2012 roku urządzenie sprzedano w nakładzie 73,1 milionów egzemplarzy. 1 października 2009 w Stanach Zjednoczonych i Europie oraz 1 listopada 2009 w Japonii wydano zmodyfikowaną wersję konsoli o nazwie PSP Go.

### Smartfony i tablety

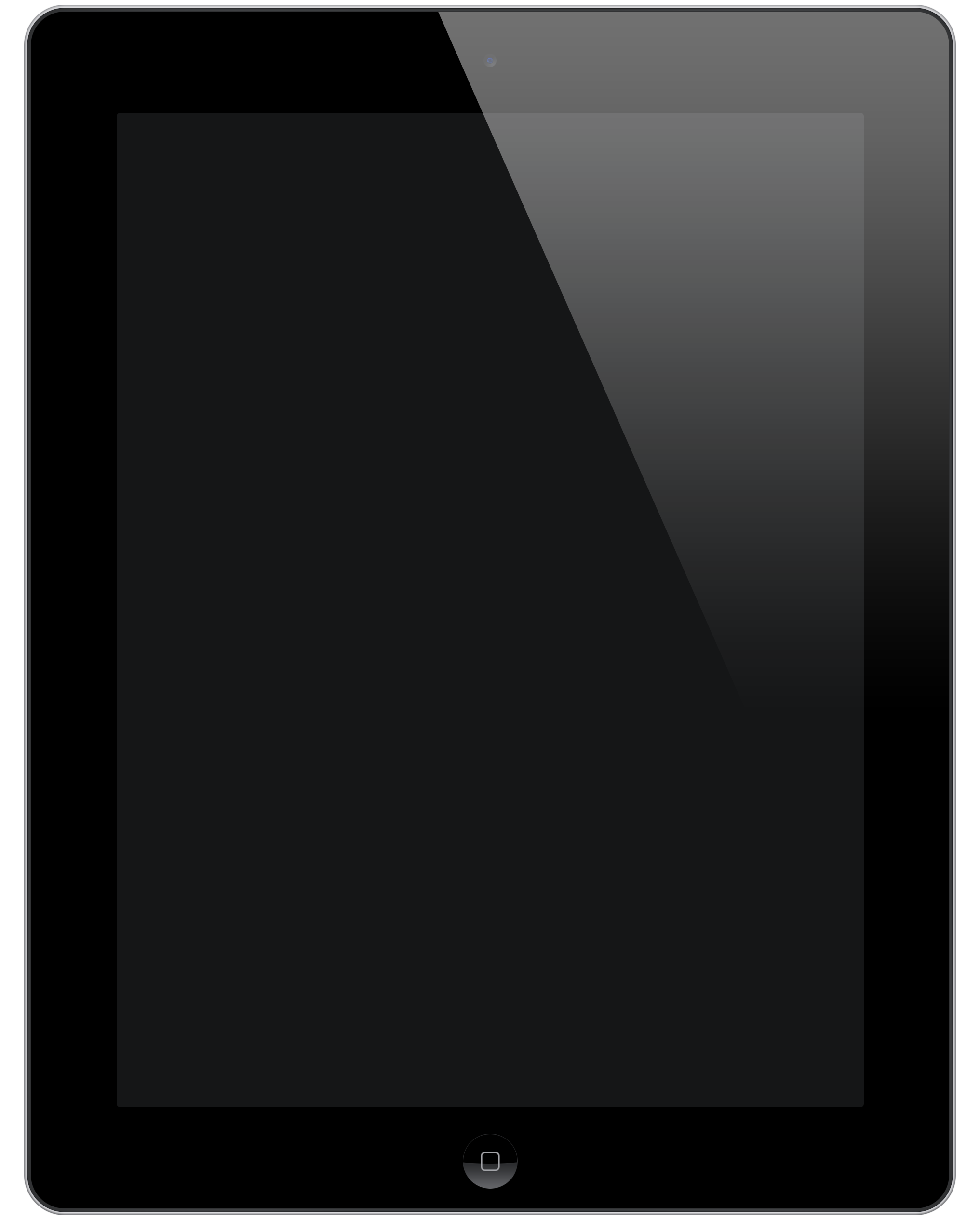
iPad trzeciej generacji

Granie na smartfonach i tabletach zyskiwało na popularności w trakcie siódmej generacji, a urządzenia mobilne posiadały mocniejsze podzespoły niż Nintendo DS i PlayStation Portable. Nawet po premierze pierwszych konsol ósmej generacji część ekspertów z branży gier zaczęła porównywać najlepsze z urządzeń mobilnych do konsol przenośnych Nintendo 3DS i PlayStation Vita. W 2008 roku po powstaniu Android Market i App Store w cyfrowej dystrybucji zaczęło pojawiać się wiele niezależnych produkcji dostosowanych do sterowania przy pomocy ekranu dotykowego, które były dostępne za darmo, z opcjonalnymi mikropłatności lub reklamami, a także za niewielką opłatą.

## Dystrybucja elektroniczna
W trakcie trwania szóstej generacji gier komputerowych w 2003 roku za sprawą firmy Valve powstał Steam, czyli platforma dystrybucji cyfrowej gier i dodatkowej zawartość do nich, Początkowo dostępny tylko na komputery z systemem Windows, później także na macOS i Linux, w trakcie trwania siódmej generacji Steam stał się najpopularniejszą platformą tego typu. W październiku 2010 roku posiadał 30 milionów użytkowników i 1200 gier w ofercie, we wrześniu 2011 roku z platformy korzystało 35 milionów użytkowników, a w ofercie miał 1800 gier, natomiast pod koniec października 2013 roku, tuż przed premierą konsol nowej generacji serwis miał 65 milionów aktywnych kont i oferował ponad 3000 gier. Za sprawą sukcesu Steama powstały inne platformy i sklepy takie jak Direct2Drive (2004), GamersGate (2006), Games for Windows – Live (2007), Impulse (2008), GOG.com (2008), Origin (2011) i Uplay (2012). Ponadto wraz z konsolami siódmej generacji pojawiły się sklepy takie jak Xbox Live Marketplace, PlayStation Store, Wii Shop Channel, a dla gier dla smartfonów i tabletów – iTunes oraz Android Market.
Oprócz sprzedaży gier i funkcji społecznościowych platformy takie jak Steam, Uplay, Origin oraz PlayStation Network i Xbox Live zostały stworzone także w celu zabezpieczenia gier przed nielegalnym kopiowaniem i posługiwaniem się nimi oraz walką z rynkiem wtórnym. Konsument po zakupie gry komputerowej w wydaniu pudełkowym zmuszony został do autoryzacji jej przez Internet poprzez wpisanie kodu potwierdzającego zakupu produktu. Natomiast w przypadku konsol proceder ten został zazwyczaj ograniczony do wpisania kodu dostępu do modułów rozgrywki wieloosobowej (ang. online pass). Oba rodzaje kodów można przypisać tylko do jednego konta, co w pierwszym przypadku uniemożliwiało odsprzedaż gry, a w drugim znacząco obniżało wartość odsprzedawanej produkcji, ponieważ nowy nabywca, aby cieszyć się dostępem do wszystkich trybów gry, musiał dokupić nową przepustkę.
Popularność platform z dystrybucją cyfrową spowodowała rozpoczęcie sprzedaży wcześniejszego dostępu do gry (ang. early access). Konsument po zakupie tytułu z taką opcją może grać w nieukończony produkt, który do premiery dostaje nową zawartość i modyfikacje usprawniające rozgrywkę, a twórcy dzięki sprzedaży gry przed premierą zdobywają środki na ukończenie prac nad grą. Niekiedy cena gry rośnie wraz z wydawaniem kolejnych aktualizacji przez producenta i zbliżaniem się do publikacji pełnej wersji gry. Model takiej sprzedaży został spopularyzowany przez grę Minecraft.
W trakcie trwania siódmej generacji rynek gier pudełkowych znacznie się skurczył kosztem dystrybucji cyfrowej. Wśród gier komputerowych zakupionych w 2009 roku w Stanach Zjednoczonych aż 48% została nabyta za pośrednictwem dystrybucji cyfrowej, stanowiąc 36% przychodów z gier komputerowych na tym rynku. W 2012 roku przychody z dystrybucji cyfrowej w Stanach Zjednoczonych wyniosły 10,5 miliarda dolarów, a w drugim kwartale 2012 roku ilość pieniędzy wydanych przez konsumentów na gry i dodatki w ten sposób zrównała się z kwotą przeznaczoną na zakup pudełkowych wersji. W 2013 roku przychody ze sprzedaży cyfrowej wzrosły o 11 procent w stosunku do roku 2012 i wyniosły 11,7 miliarda dolarów.

## Finansowanie społecznościowe

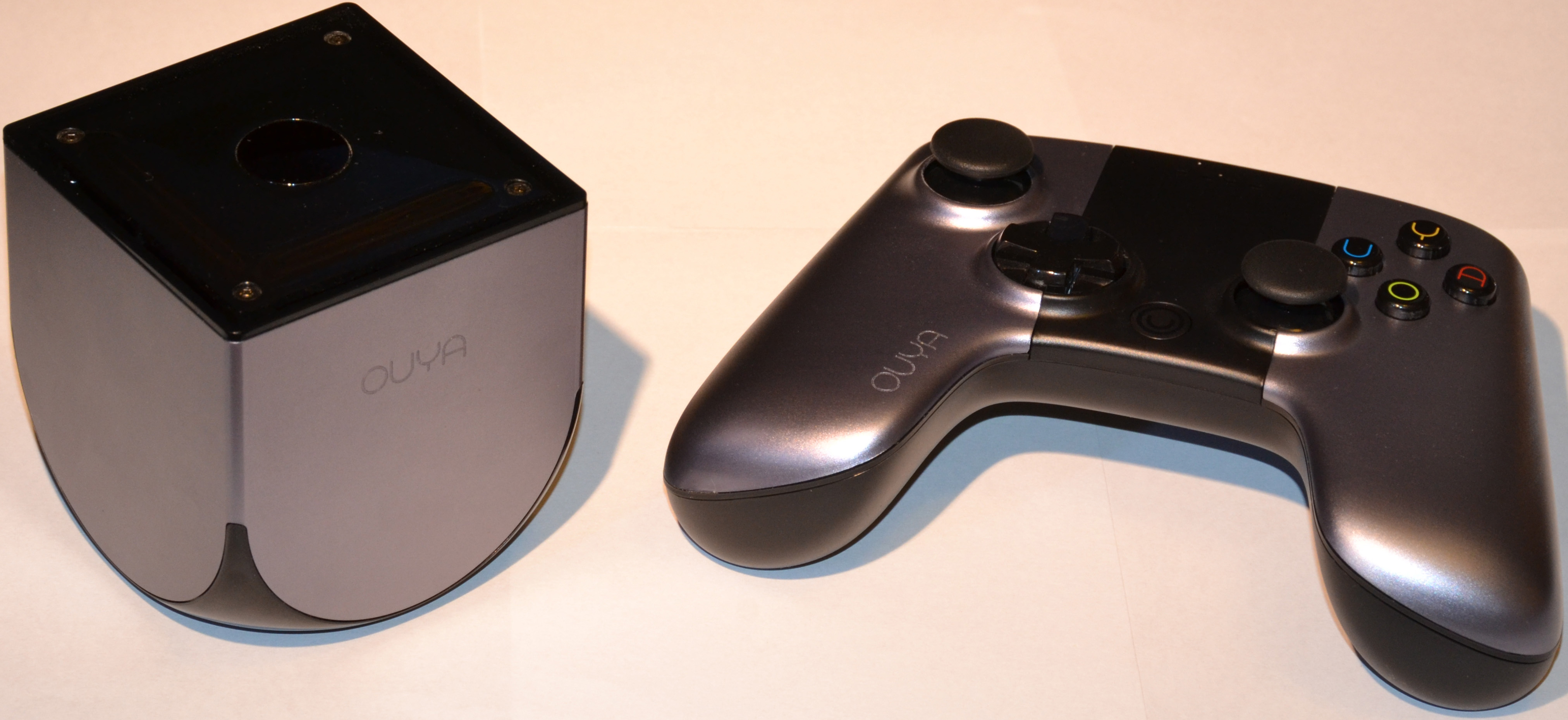
Ouya – konsola ufundowana przy pomocy finansowania społecznościowego

W roku 2008 powstał serwis Indiegogo, czyli pierwsza platforma crowdfundingowa, na której możliwe było finansowanie gier komputerowych i konsol, natomiast w 2009 roku powstał serwis Kickstarter, który stał się największym i najbardziej znanym portalem internetowym finansowania społecznościowego. Spopularyzowanie finansowania gier komputerowych przy pomocy crowdfundingu przypisuje się firmie Double Fine Productions, która w marcu 2012 roku zebrała ponad 3 miliony dolarów amerykańskich na grę Broken Age. W 2012 i 2013 roku społeczność graczy sfinansowała m.in. gry będące duchowymi następcami klasycznych komputerowych gier fabularnych z przełomu XX i XXI wieku – Pillars of Eternity (2014) oraz Torment: Tides of Numenera (2017). W 2012 zebrano także ponad 8,5 miliona dolarów na konsolę Ouya opartą na systemie Android, która miała swoją premierę w marcu 2013 roku. Do końca 2013 roku powodzeniem zakończyło się ponad 2700 zbiórek na gry komputerowe, w tym 29 projektów zyskało ponad milion dolarów amerykańskich dofinansowania.

## Zawartość do pobrania
W trakcie trwania siódmej generacji gier komputerowych producenci i wydawcy rozpoczęli sprzedaż zawartości do pobrania do gier tylko i wyłącznie przez Internet w sklepach z dystrybucją cyfrową. Jedynym z pierwszych i najsłynniejszych DLC była zbroja dla konia głównego bohatera gry The Elder Scrolls IV: Oblivion (2006). Dodatek wzbudził duże kontrowersje wśród graczy, ponieważ pomimo tego, że był praktycznie bezużyteczny – oferował tylko jeden wirtualny przedmiot w grze, który zmieniał wygląd konia i zwiększał jego punkty życia – był także płatny. Kontrowersje wzbudzała także zawartość do pobrania oferowana w dniu premiery pełnoprawnej produkcji. Przykładem producenta, który jako jedna z pierwszych firm oferowała płatne DLC w dniu premiery jest firma BioWare, odpowiedzialna za dodatkową zawartość dla gier z serii Mass Effect (2008–2012) oraz Dragon Age (2009–2011).
Część twórców gier wydawała zawartość do pobrania, będącą małym objętościowo plikiem, który tylko aktywował to, co już jest zawarte na płycie (Star Wars: The Force Unleashed II, 2010; Dragon’s Dogma, 2012) lub będącą integralną częścią fabuły podstawowej gry (Prince of Persia, 2008; Assassin’s Creed II, 2009). Spopularyzowane zostało także stosowanie przepustki sezonowej (ang. season pass), po której wykupieniu konsument zyskuje dostęp do dodatków wydanych w najbliższej przyszłości dla danej produkcji oraz dołączanie wyjątkowych dodatków do zamówień przedpremierowych. Firmy takie jak Microsoft i Sony rozpoczęły także wykupywanie czasowej wyłączności na dodatki wybranej produkcji – wydanej na więcej niż jednej platformie – dla swojej konsoli, np. rozszerzenia Call of Duty: Modern Warfare 3 (2011) zadebiutowały na Xbox 360, a dodatki Battlefield 3 (2011) miały premierę na PlayStation 3. W przypadku niektórych tytułów producenci konsol decydowali się na zamówienie dodatkowego rozszerzenia, które wydane zostało tylko i wyłącznie na ich sprzęcie, np. dodatek Copernicus Conspiracy do gry Assassin’s Creed: Brotherhood (2010). Z trendu wydawania drobnych, mało znaczących i płatnych DLC wyłamała się m.in. polska firma CD Projekt, która do bardzo dobrze przyjętej zarówno przez krytyków, jak i graczy produkcji Wiedźmin 2: Zabójcy królów (2011) wydała wiele darmowych aktualizacji zawierających nową zawartość do pobrania. Pracownicy tej firmy uważają, że producent ma prawo żądać pieniędzy tylko za pełnoprawne rozszerzenie do gry, wnoszące jakieś zmiany w rozgrywce lub rozszerzające fabułę.

## Kontrolery ruchowe

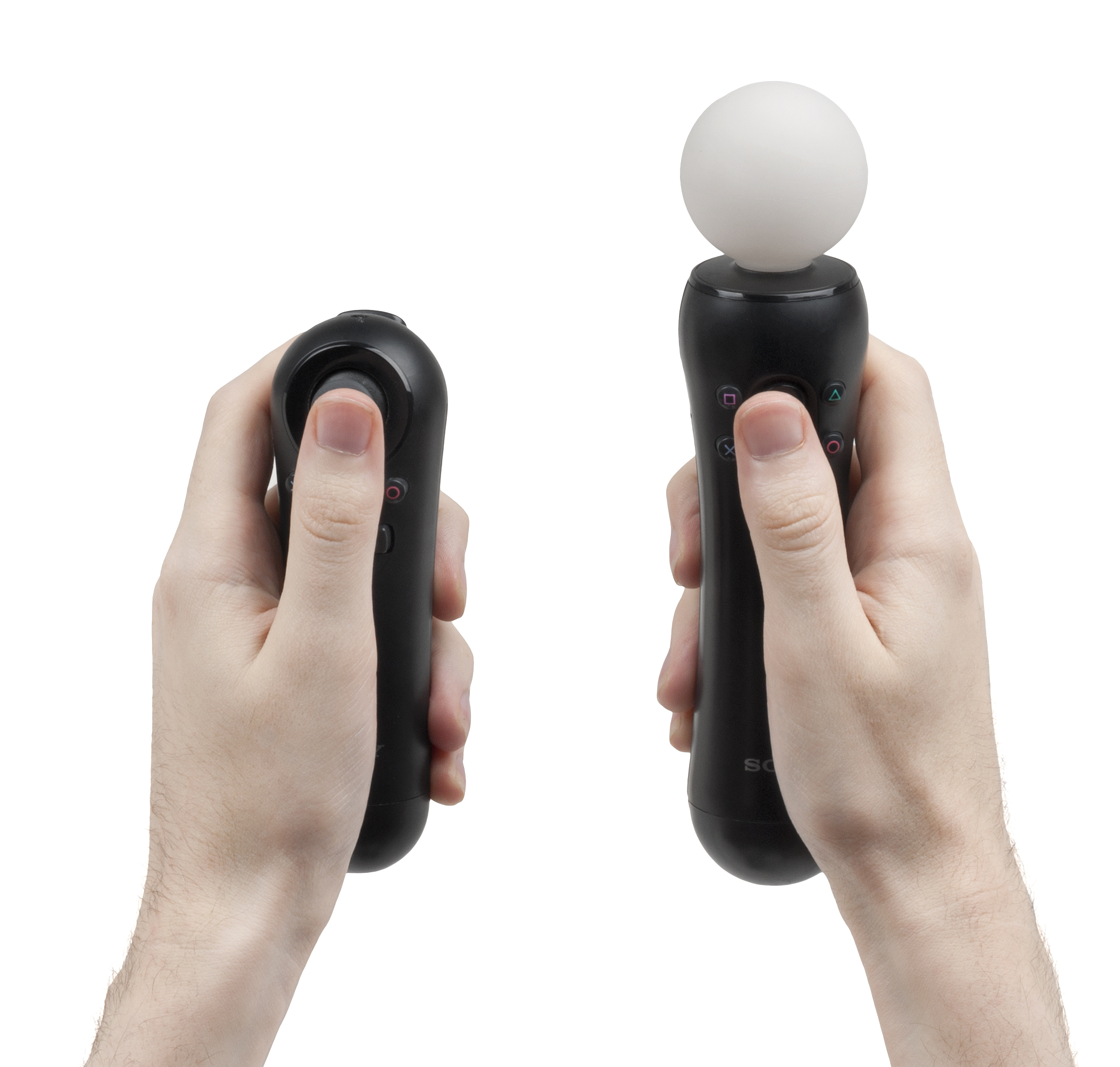
PlayStation Move Motion Controller (po prawej) oraz kontroler pomocniczy Navigation Stick (po lewej)

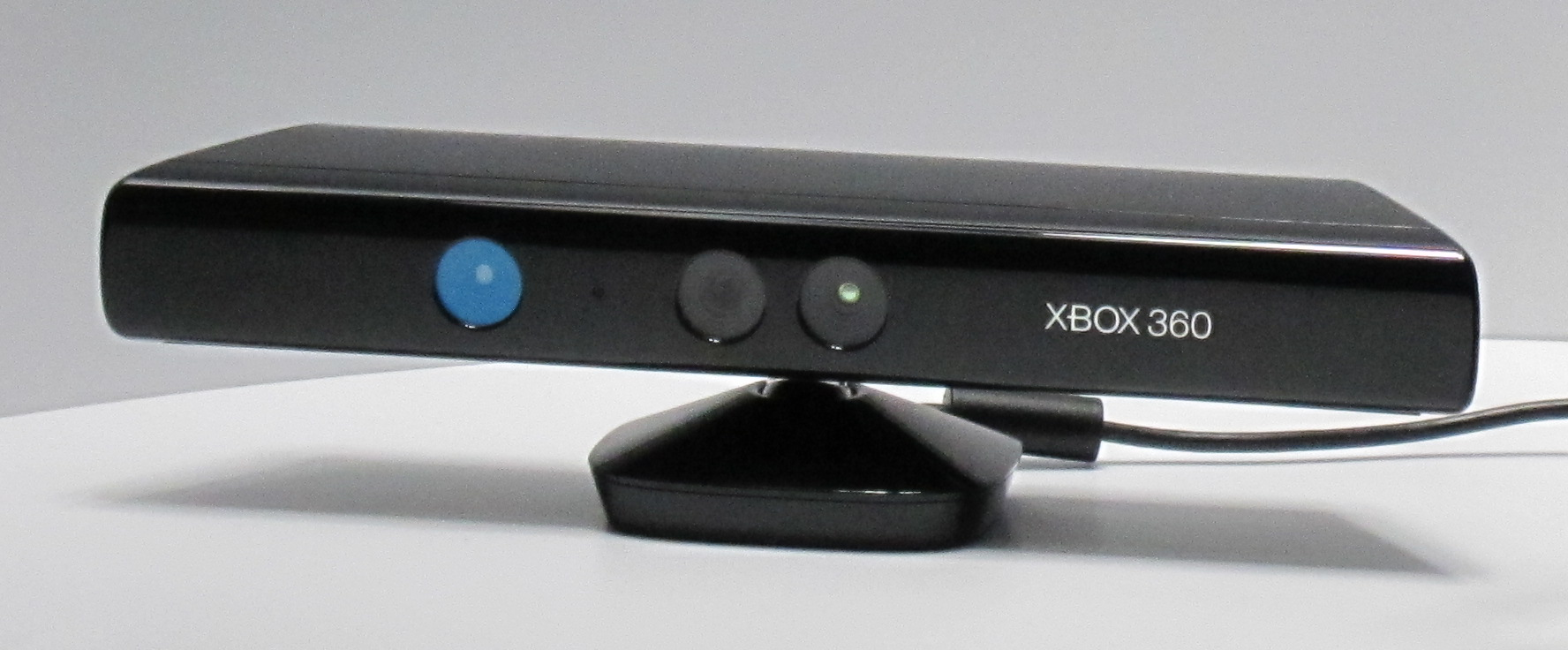
Kinect

14 czerwca 2008 roku firma Nintendo zapowiedziała kontroler ruchu Wii MotionPlus dla konsoli Wii. Urządzenie miało swoją premierę rok później – 8 czerwca 2009 roku w Japonii i 14 czerwca 2009 w Europie. Na odpowiedź konkurencji, czyli Sony i Microsoftu nie trzeba było długo czekać. 15 września w Europie, 17 września w Stanach Zjednoczonych i 21 września w Japonii zadebiutował kontroler PlayStation Move dla konsoli PlayStation 3, który do działania potrzebuje także kamery internetowej – PlayStation Eye. Poza tym, tego samego dnia zadebiutował także dodatkowy kontroler – Motion Controller, który zwiększa wygodę gry w niektórych tytułach. 4 listopada 2010 roku w Ameryce Północnej, 10 listopada 2010 w Europie oraz 20 listopada 2010 roku zadebiutował kontroler ruchu firmy Microsoft o nazwie Kinect dla systemu Xbox 360. 16 czerwca 2011 roku Microsoft ogłosił oficjalne wydanie pakietu Kinect for Windows SDK pozawalające na obsługę Kinecta z poziomu systemu Windows. Kontroler został wpisany do księgi rekordów Guinnessa jako „najszybciej sprzedające się urządzenie elektroniki konsumenckiej”, po tym, jak w przeciągu pierwszych 60 dni został sprzedany w liczbie przekraczającej 8 milionów egzemplarzy. 9 stycznia 2012 roku liczba sprzedanych urządzeń przekroczyła liczbę 18 milionów.

## Granie w chmurze
Pomimo że pierwsza możliwość grania w chmurze została udostępniona przez japońską firmę G-cluster jeszcze w październiku 2004 roku, czyli pod koniec poprzedniej generacji gier komputerowych, to wtedy było to zjawisko niszowe i nieznane szerszemu gronu graczy. Dopiero wraz z premierą serwisu OnLive (2010) oraz Gaikai (2011) granie w chmurze zostało rozpowszechnione i zaczęto z nim wiązać przyszłość rynku gier komputerowych. W sierpniu 2012 roku zadebiutował serwis Core Online utworzony przez firmę Square Enix, który udostępniał możliwość bezpłatnej gry w tytuły zawarte w bibliotece systemu z poziomu przeglądarki (Google Chrome, Firefox oraz Internet Explorer) w zamian za wyświetlanie reklam w trakcie rozgrywki co pewien odgórnie wyznaczony czas. Serwis został zamknięty w listopadzie 2013 roku z powodu małej popularności. Japoński koncern zapowiedział wtedy także nową inicjatywę związaną z graniem w chmurze nazwaną Project FLARE.

## Osiągnięcia
Pomimo iż pojedyncze gry na różne platformy posiadały własne systemy osiągnięć, to oryginalny system został szeroko spopularyzowany dopiero w trakcie trwania siódmej generacji gier komputerowych w 2005 roku przez gry na konsolę Xbox 360. Później Microsoft wprowadził je także do gier w systemie Windows. W 2008 Sony wprowadziło trofea na konsolę PlayStation 3 (w grudniu 2011 także na PlayStation Vita), natomiast Valve osiągnięcia na platformę Steam na PC. W wielu innych niezależnych grach twórcy zaimplementowali swoje własne systemy nagradzania graczy za wykonywanie konkretnych zadań. Pomimo początkowego sceptycyzmu graczy w sprawie implementacji systemu osiągnięć, ten stał się integralną częścią wszystkich gier na konsolach Microsoftu i Sony, a także większości gier komputerowych wydanych na platformach tj. Steam, Origin, czy Uplay. Za sprawą popularności systemu zaczęły powstawać rankingi graczy z największą liczbą zdobytych osiągnięć, a graczy, którzy wykonują 100% zadań we wszystkich tytułach zaczęto nazywać „minmaxerami”. Zdarzały się przypadki implementacji łatwych do zdobycia osiągnięć w darmowych grach reklamowych (Dash of Destruction, 2008), lub nisko ocenianych przez krytyków produkcjach (Avatar: The Last Airbender, 2006; Terminator: Salvation, 2009) w celu zwiększenia sprzedaży. Przymusową implementację osiągnięć krytykowali m.in. Jenova Chen (Flower, 2009; Podróż, 2012) oraz David Cage (Heavy Rain, 2010; Beyond: Dwie dusze, 2013), którzy twierdzili, że burzą immersję i sugerują, co gracz powinien poczynić w trakcie przechodzenia produkcji.

## Free-to-play i mikropłatności
Free-to-play to model płatności występujący w grach komputerowych, niewymagający kupna lub płacenia abonamentu, który znacznie rozwinął się w trakcie trwania siódmej generacji gier komputerowych. System ten został zaimplementowany w grach MMORPG (Runes of Magic, Lineage II, DC Universe Online), MOBA (League of Legends, Dota 2), MMOSG (FIFA Online), MMOFPS (Battlefield Play4Free, Call of Duty Online), MMOR (Need for Speed: World, TrackMania Nations Forever) oraz w grach przeglądarkowych. Model ten pojawił się także na konsolach gier wideo PlayStation 3 i Xbox 360 (Dust 514 oraz Spartacus Legends).
Przychód z sektora gier free-to-play z mikropłatnościami w Stanach Zjednoczonych w 2012 roku wyniósł 2 miliardy dolarów, natomiast w 2013 roku wzrósł o 45% i wyniósł 2,9 miliardy dolarów. Stanowiło to 25% wszystkich przychodów z rynku dystrybucji cyfrowej.
W sierpniu 2012 roku prezes firmy Ubisoft Yves Guillemot stwierdził, że skala piractwa na komputerach wynosi 93–95%, a więc tylko 5–7% graczy kupuje oryginalne wersje gier oraz podobny odsetek użytkowników wydaje pieniądze na tytuły typu free-to-play. Z tego względu firma planuje wydawanie większej liczby darmowych gier z opcjonalnymi płatnościami (Tom Clancy’s Ghost Recon Online, Anno Online, Silent Hunter Online oraz Heroes of Might and Magic Online). Podobną strategię objęła firma EA, której szef John Riccitiello stwierdził, że sektor PC jest najszybciej rozwijającą się częścią branży, a siły jego wzrostu należy szukać m.in. w mikropłatnościach w teoretycznie darmowych grach. W czerwcu 2012 roku prezes firmy Crytek Cevat Yerli również zapowiedział, że studio zamierza odejść od płatnych tytułów i całkowicie skupić się na produkcjach free-to-play; w lutym 2013 roku potwierdził, że ma to nastąpić w ciągu kilku najbliższych lat, a przykładem tego może być Warface.

## Gry w mediach strumieniowych
W 2005 roku powstał YouTube, czyli największy na świecie serwis umożliwiający bezpłatne oglądanie i umieszczanie filmów. Gracze rozpoczęli masowe udostępnianie nagrań z amatorskimi recenzjami, zapowiedziami, poradnikami (ang. Walkthrough) oraz z pełnymi przejściami gier (ang. Let's Play). Natomiast w 2011 roku powstał serwis Twitch skupiający się na transmitowaniu na żywo rozgrywek e-sportowych, imprez związanych z grami oraz wszelkich innych nagrań z gier. Na początku stycznia 2014 roku serwis mógł poszczycić się 339. miejscem w rankingu Alexa.

## Kontrowersje i cenzura
W trakcie siódmej generacji konsol pojawiło się wiele kontrowersyjnych gier, które często były krytykowane przez media niezwiązane z branżą. Gry wielokrotnie były uznawane za szkodliwe szczególnie dla młodszych odbiorców głównie z powodu przemocy i propagowanie niemoralnych zachowań. W 2007 roku twórcy gry Resident Evil 5 byli posądzani o rasizm. Według autorów oskarżeń czarnoskóre postacie zostały pozbawione ludzkich cech i upodobnione do zainfekowanych i przemienionych w zombie. W 2009 roku ukazała się gra Call of Duty: Modern Warfare 2, która zawierała opcjonalną misję zatytułowaną „No Russian”. Gracz wcielał się w niej w agenta CIA, który wraz z terrorystami uczestniczył w zamachu na moskiewskim lotnisku, podczas którego mógł dokonać rzezi na cywilach. W 2010 roku w rozgrywkach wieloosobowych Medal of Honor twórcy umożliwili wcielenie się w Talibów. Zostało to skrytykowane przez niektóre środowiska związane z rodzinami poległych żołnierzy w Afganistanie. W 2011 roku kontrowersje wzbudziły dwie polskie gry: Bulletstorm, zawierający ogromną ilość przemocy i wulgarny język, oraz Call of Juarez: The Cartel, który według ustawodawców ze stanu Chihuahua w Meksyku trywializuje problem morderstw na tle narkotykowym. W 2012 roku siedmiu członków elitarnej jednostki SEAL Team Six pełniło rolę konsultantów przy produkcji gry Medal of Honor: Warfighter. Zostali oni ukarani przez swoich przełożonych za ujawnianie tajnych informacji bez pozwolenia. W 2013 roku w grze Tomb Raider zawarto scenę, którą można było zinterpretować jako próbę wykorzystania seksualnego głównej bohaterki, natomiast pół roku później wydano Grand Theft Auto V, gdzie gracz miał za zadanie torturować przesłuchiwaną ofiarę.
W trakcie tej generacji także wiele gier było zakazywanych w pewnych państwach, lub ocenzurowanych m.in. z powodów politycznych, religijnych, czy nadmiernej przemocy. Gry Call of Duty: Black Ops II i Medal of Honor: Warfighter zostały zakazane w Pakistanie z powodu negatywnego przedstawienia tego państwa w tych grach. W Arabii Saudyjskiej z powodów religijnych zakazano sprzedaży gier z serii Assassin’s Creed i gry Call of Duty 4: Modern Warfare. Zakazano tam również sprzedaży serii gier God of War z powodu słowa „God” w tytule, a w Zjednoczonych Emiratach Arabskich wydawca zmienił tytuł gry Injustice: Gods Among Us na Mighty Among Us. Jednak ponieważ tytuł został zmieniony tylko na opakowaniu, to gra i tak została zakazana w tym kraju. W Korei Północnej zakazano sprzedaży gry Homefront, w której gracz walczy przeciw żołnierzom koreańskiej armii, którzy zaatakowali Stany Zjednoczone. Ponadto przeznaczona na japoński rynek wersja gry Fallout 3 była zmodyfikowana – usunięto z niej misję poboczną, w której gracz mógł spowodować wybuch bomby atomowej w mieście Megaton, oraz zmieniono nazwę ręcznej wyrzutni ładunków jądrowych z Fat Man na Nuka Launcher. Gry były także cenzurowane z innych powodów, np. europejska wersja Beyond: Dwie dusze została skrócona o około dziesięć sekund scen przemocy, w celu obniżenia kategorii wiekowej gry.

## Technologie
Konsola PlayStation 3 obsługiwała bibliotekę programistyczną PSGL bazującą na OpenGL ES oraz silnik fizyki Havok. Natomiast konsola Xbox 360 wspierała DirectX 9. W 2006 roku zadebiutowała biblioteka DirectX 10 która umożliwiała m.in. antyaliasing, likwidowała limit obiektów na pojedynczej scenie, dodawała cieniowanie geometryczne pozwalające tworzyć dodatkowe wielokąty i nadawać złudzenie wysokości płaskim teksturom. Bibliotekę wspierał system operacyjny Windows Vista. W 2009 roku wraz z premierą systemu Windows 7 pojawił się DirectX 11, umożliwiający lepszą obsługę wielowątkowości, tessalację, głębię pola oraz światłocienie SSAO (Screen-space Ambient Occlusion), a w 2012 roku została udostępniona wersja DirectX 11.1 dla systemu Windows 8.
W lutym 2008 roku Nvidia przejęła firmę Ageia i zaimplementowała PhysX SDK w swojej architekturze procesorów wielordzeniowych CUDA dla kart graficznych GeForce serii 8 i nowszych, a w przypadku kart graficznych konkurencji PhysiX akcelerowane było przez procesor. W 2009 roku Nvidia udostępniła PhysX dla konsoli Sony. Później technologia została udostępniona także dla konsoli Xbox360, Wii oraz urządzeń z systemem iOS. W 2009 roku Nvidia wprowadziła także technologię APEX zapewniającą zestaw łatwych w obsłudze narzędzi usprawniających proces implementowania skalowalnej fizyki w grach.
W styczniu 2009 roku pojawiła się technologia NVIDIA 3D Vision umożliwiająca wyświetlanie stereoskopowego 3D w grach na monitorze posiadającym odświeżanie 120 Hz i podłączonym do komputera wyposażonego w kartę graficzną GeForce, lub Quadro. Ponadto zarówno Nvidia jak i AMD zademonstrowały swoje rozwiązania pozwalające na wykorzystanie procesora graficznego do obliczeń niezwiązanych z renderowaniem grafiki – obliczeń związanych z sztuczną inteligencją. Półtora roku później wprowadzono obsługę stereoskopowego 3D na trzech monitorach. W czerwcu 2010 roku konsola Sony dostała aktualizację umożliwiająca obsługę stereoskopowego 3D, a w maju 2011 roku podobną łatkę otrzymało urządzenie Microsoftu.
Na początku 2013 roku firma AMD, wspólnie z Crystal Dynamics opracowała pierwszą na świecie technologię renderowania włosów w czasie rzeczywistym – TressFX, a kilka miesięcy później Nvidia zaprezentowała technologię Fur Tech odpowiedzialną za fizyką i animacje futra zwierząt, której później zmieniono nazwę na Nvidia HairWorks. W kwietniu 2013 roku zaprezentowano algorytm PhysX – Position Based Fluids, którego zadaniem jest generowanie w czasie rzeczywistym najlepiej wyglądającej cieczy. Miesiąc później egipska firma Motion Capture Systems Developers pokazała technikę odwzorowującą mimikę nazwaną Facial Motion Capture System. W listopadzie 2013 roku zaprezentowano także rozwinięcie technologii AMD TressFX 2.0 pozwalającą na wyrenderowanie realistycznej roślinności oraz sierści zwierząt.

## Gry komputerowe i konsolowe
Oprogramowanie konsol siódmej generacji pozwalało na uruchomienie gier w rozdzielczości do 1080p, jednak z powodów technicznych większość gier posiadała rozdzielczość 720p i działała w 30 kl/s. Część twórców postanawiała zmniejszyć rozdzielczość gry, aby zwiększyć liczbę detali, dodać obsługę trybu 3D (Uncharted 3: Oszustwo Drake’a, Killzone 3), lub podwyższyć liczbę wyświetlanych klatek na sekundę do 60 (seria Call of Duty). Tylko nieliczni producenci gier decydowali się na implementację wyższej rozdzielczości kosztem liczby detali w swojej grze (Gran Turismo 5, Wipeout HD).
W trakcie trwania siódmej generacji odnotowano znaczny spadek produkcji tytułów na wyłączność dla jednej platformy. Serie kojarzone z jedną platformą były wydawane także na konkurencyjnych systemach lub sprzętach. Trzecia część serii Diablo została wydana także na konsolach siódmej (PlayStation 3 i Xbox 360) oraz ósmej generacji (PlayStation 4), druga część i spin-off serii Dead Rising zostały wydane także na konsoli PlayStation 3 i systemach Windows. Ponadto wiele gier wydanych początkowo tylko na konsolach PlayStation 3 i Xbox 360 zostało wydanych po pewnym czasie także na PC, np. Castlevania: Lords of Shadow, Dark Souls, L.A. Noire, Mortal Kombat, Viking: Battle for Asgard. Odwrotnym procederem stosowanym tylko w pojedynczych przypadkach było wycofywanie serii z danej platformy, np. Battlefield: Bad Company nie został wydany na komputerach z systemem Windows.

### Gry akcji

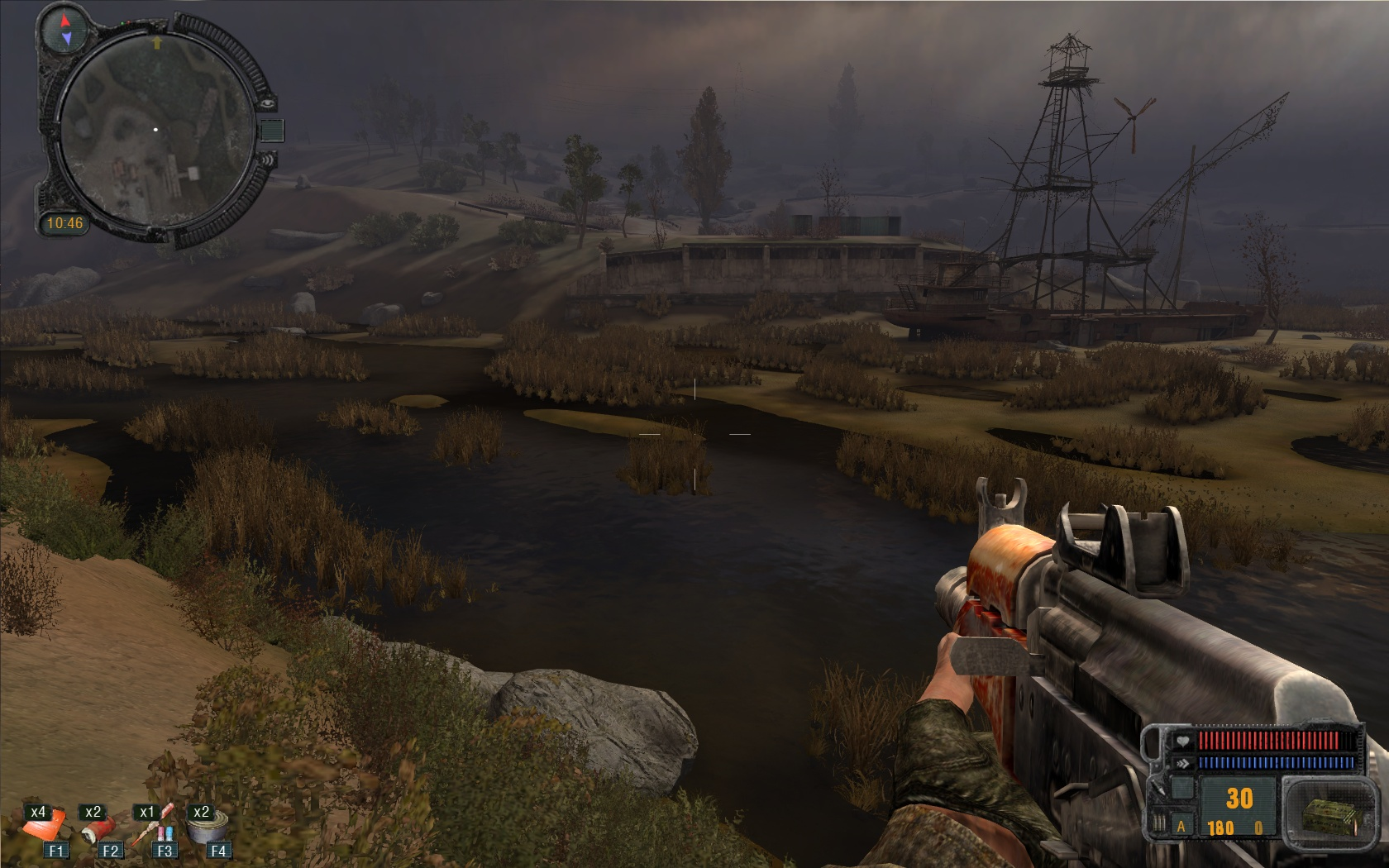
S.T.A.L.K.E.R.: Zew Prypeci, przykład gry FPS siódmej generacji gier komputerowych

W trakcie trwania siódmej generacji gier komputerowych gry akcji przeżywały złoty okres zapoczątkowany przez Call of Duty 2 (2005) i Call of Duty 3 (2006). Począwszy od Call of Duty 4: Modern Warfare (2007), które na nowo zdefiniowało podgatunek, jakim są gry FPS, twórcy gier odeszli od tematyki II wojny światowej i pojawiła się moda na osadzanie strzelanin w czasach współczesnych lub niedalekiej przyszłości. Ponadto kolejne gry z serii Call of Duty (Call of Duty: World at War, 2008; Call of Duty: Modern Warfare 2, 2009, sprzedano ponad 24 milionów egzemplarzy; Call of Duty: Black Ops, 2010, sprzedano ponad 29 milionów egzemplarzy; Call of Duty: Modern Warfare 3, 2011, sprzedano ponad 29 milionów egzemplarzy; Call of Duty: Black Ops 2, 2012, sprzedano prawie 25 milionów egzemplarzy) biły rekordy sprzedaży.
Uznanie wśród graczy i recenzentów zdobyła także trylogia BioShock stanowiąca dystopiczną wizję alternatywnej rzeczywistości w podwodnym mieście Rapture i na pokładzie podniebnej metropolii Columbia. Dobrze przyjęte były także gry takie jak Killzone 2 i jego kontynuacja, w których gracz wciela się w żołnierza organizacji ISA, która pozostaje w nieustannej walce z Helghastami; osadzone w XXVI wieku gry Halo 3 (2007, sprzedano prawie 12 milionów egzemplarzy) i Halo 4 (2012), gdzie gracz wciela się w rolę Master Chiefa, cybernetycznie ulepszonego superżołnierza; słabo sprzedające się gry z serii Resistance, których fabuła jest alternatywną historią świata po II wojnie światowej, Battlefield: Bad Company 2 skupiające się na trybie rozgrywek wieloosobowych i oferujące ogromne pola bitwy oraz Battlefield 3 (2011, sprzedano 16,5 milionów egzemplarzy), który w wersji na PC oferuje bitwy dla 64 graczy; jedne z najładniejszych pod względem oprawy graficznej gry tej generacji, czyli Crysis wraz z dodatkiem Crysis Warhead i kontynuacje Crysis 2 oraz Crysis 3, w których gracz wciela się w żołnierza wyposażonego w nanokombinezon; rozgrywające się na tropikalnej wyspie Far Cry 2 (2008) i Far Cry 3 (2012), nawiązujące do serii filmów z Vinem Dieselem The Chronicles of Riddick: Escape from Butcher Bay (2007); kooperacyjne survival horrory opowiadające o apokalipsie zombie Left 4 Dead (2008) i Left 4 Dead 2 (2009); remake produkcji z PlayStation Warhawk (2007); polski Bulletstorm (2011) nagradzający gracza za pomysłowe i brutalne zabójstwa; cel-shadingowe Borderlands (2009) i Borderlands 2 (2012), które łączą strzelaninę z grą cRPG; skupiające się na szybkich rozgrywkach wieloosobowych Unreal Tournament III (2007) będące jednym z pierwszych tytułów na jednym z najpopularniejszych silników gier – Unreal Engine 3 (2007); darmowe Team Fortress 2 (2007), oraz postapokaliptyczne Metro 2033 i Metro: Last Light (2013) na podstawie uniwersum wykreowanego przez Dmitrija Głuchowskiego, których akcja toczy się w moskiewskim metrze, gdzie ocalali ludzie próbują za wszelką cenę przeżyć.
Przeciętnie zostały przyjęte gry z serii Medal of Honor, która była niezwykle popularna w trakcie trwania poprzedniej generacji – osadzony w realiach II wojny światowej Medal of Honor: Airborne (2007) oraz obrazujące wojnę w Afganistanie Medal of Honor (2010) i Medal of Honor: Warfighter (2012). Przeciętnie przez recenzentów zostały przyjęte także polskie Dead Island (2011) i Dead Island Riptide (2013), w których czwórka bohaterów gry zostaje uwięziona na tropikalnej wyspie opanowanej przez zombie, oraz rozgrywające się na Dzikim Zachodzie Call of Juarez (2006), Call of Juarez: Więzy Krwi (2009), Call of Juarez: The Cartel (2011) i Call of Juarez: Gunslinger (2013). Mniejszą popularnością cieszyły się gry akcji z widokiem trzecioosobowym, np.: definiująca gatunek trzecioosobowych strzelanin seria Gears of War (2006–2011), w której ludzie toczą walkę o przetrwanie z wrogo nastawioną Szarańczą, budujący nastrój grozy Dead Space, łączący grę akcji ze strategią czasu rzeczywistego Starhawk, rozgrywające się w trakcie epidemii przeobrażającej ludzi w potwory Prototype (2009) i Prototype 2 (2012), opowiadające o japońskiej mafii Yakuza 3 (2009–2010), Yakuza 4 (2010–2011) i Yakuza 5 (2012), opowiadająca o tytułowej wiedźmie walczącej z siłami niebios Bayonetta (2009–2010),  oraz futurystyczny Vanquish (2010) obrazujący konflikt pomiędzy Stanami Zjednoczonymi i Rosją.
Gry z podgatunku bijatyk były zazwyczaj kontynuacjami znanych serii np.: Virtua Fighter 5 (2007) i jej udoskonalona wersja Virtua Fighter 5: Final Showdown (2012) od Segi, Soul Calibur IV (2008) i Soul Calibur V (2012) oraz Tekken 6 (2009) i Tekken Tag Tournament 2 (2012) od Namco Bandai, Mortal Kombat (2011) od Warner Bros, Marvel vs. Capcom 3: Fate of Two Worlds (2011) i Ultimate Marvel vs. Capcom 3 (2012), Street Fighter IV (2009) i jej rozbudowane wersje Super Street Fighter IV (2010) oraz Super Street Fighter IV: Arcade Edition (2011) od Capcomu, łączący dwie serie różnych firm Street Fighter X Tekken (2012) oraz bazujący na licencjach organizacji Ultimate Fighting Championship UFC 2009 Undisputed, UFC Undisputed 2010 i UFC Undisputed 3 (2012). W 2007 roku pojawiła się także bijatyka Super Smash Bros. Brawl, a w 2012 roku PlayStation All-Stars Battle Royale. W pierwszej grze zawodnikami były postacie z gier firmy Nintendo, natomiast w drugim przypadku bohaterowie produkcji wydanych przez Sony Computer Entertainment.

### Fabularne

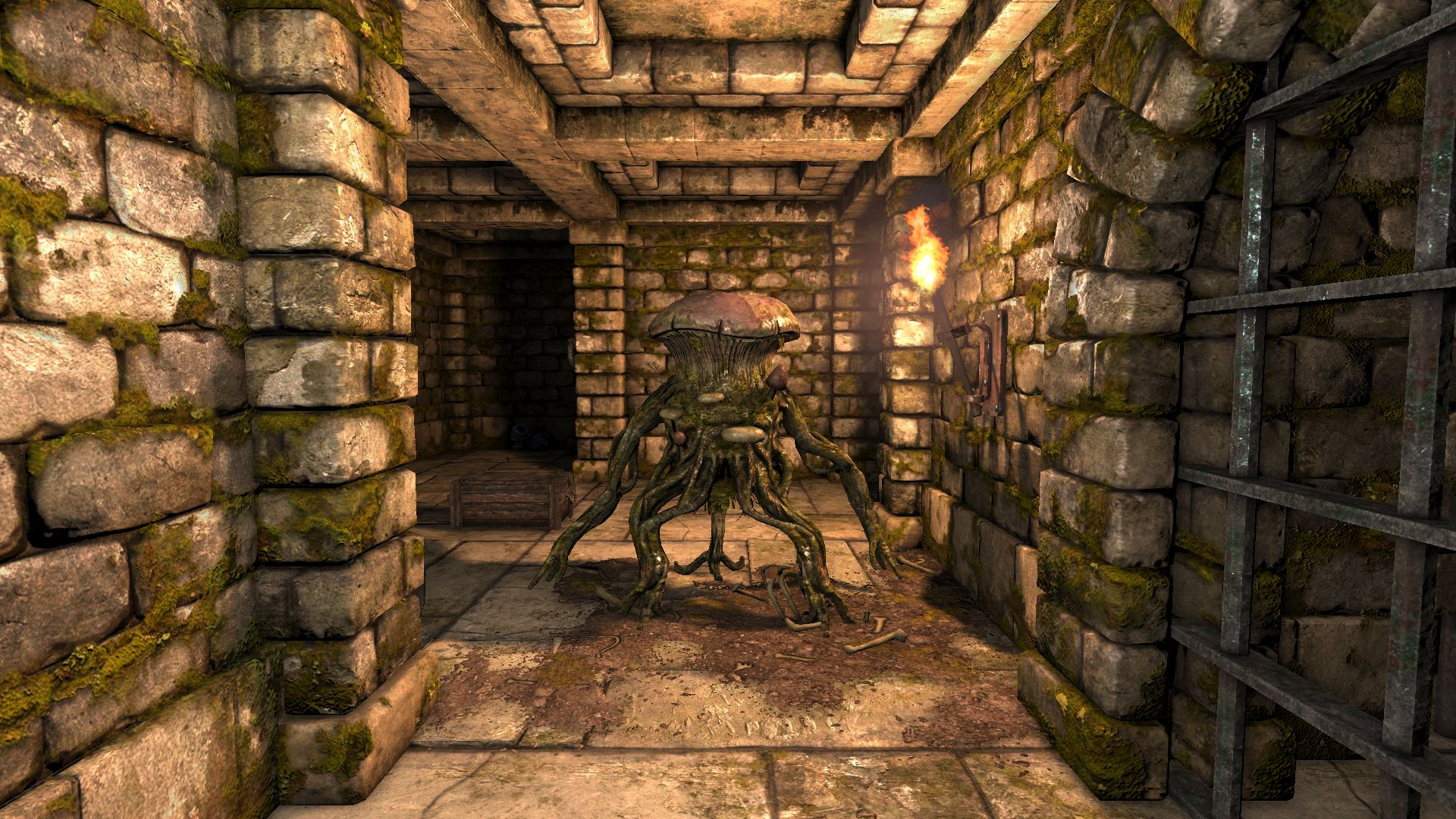
Legend of Grimrock (przykład gry RPG siódmej generacji gier komputerowych, która korzysta z klasycznych rozwiązań tego gatunku)

Wśród komputerowych gier fabularnych najlepiej przyjęte były produkcje BioWare oraz Bethesda Softworks. Pierwsza firma wyprodukowała w trakcie trwania siódmej generacji dwie serie: rozgrywającą się w przyszłości trylogię Mass Effect (2007–2012), w której gracz wciela się w rolę komandora lub komandor Shepard, oraz rozgrywające się w klimatach dark fantasy gry z serii Dragon Age (2009–2011) nazywanej duchowym następcą serii Baldur’s Gate. Tytuły wyprodukowane przez drugie studio to The Elder Scrolls IV: Oblivion (2006) i rozgrywający się dwieście lat później The Elder Scrolls V: Skyrim (2011, sprzedano ponad 16 milionów egzemplarzy) oraz postapokaliptyczne Fallout 3 (2008) i Fallout: New Vegas.
Bardzo dobre recenzje zyskał także Demon’s Souls (2009–2010), który uważany jest za jedną z najtrudniejszych gier siódmej generacji konsol oraz grę, która nie wybacza błędów. Podobne odczucia wywołał Dark Souls, który według producentów jest duchowym następcą, a nie bezpośrednią kontynuacją. Recenzenci chwalili także opartą na zasadach trzeciej edycji systemu role-playing Dungeons & Dragons grę Neverwinter Nights 2 (2006), kontynuację niezwykle popularnej w Polsce serii Gothic – Gothic 3 (2006) oraz wyprodukowaną przez to samo studio grę Risen (2009), samodzielne rozszerzenie do gry Mount & Blade (2005) – Mount & Blade: Warband (2010) nazywane symulatorem średniowiecznego rycerza oraz cyberpunkowe Deus Ex: Bunt ludzkości (2011), w którym gracze wcielają się w postać z biomedycznymi wczepami i implantami.
Do innych pozytywnie przyjętych gier należą dwie produkcje polskiego studia CD Projekt RED – Wiedźmin (2007) oraz Wiedźmin 2: Zabójcy królów (2011) rozgrywające się w uniwersum wymyślonym przez Andrzeja Sapkowskiego. Gorzej przyjęte zostały produkcje studia Reality Pump Studios – Two Worlds i Two Worlds II także rozgrywające się w fantastycznym świecie pełnym magicznych stworzeń. Gry z podgatunku hack and slash także cieszyły się dużą popularnością m.in. Diablo III (2012, sprzedano 15 milionów egzemplarzy), darmowe Path of Exile (2013) oraz Torchlight (2009) i Torchlight II (2012). Niezwykle popularne w krajach azjatyckich, co było niezrozumiałe dla większości zachodnich odbiorców, były gry z gatunku jRPG m.in. Dragon Quest IX: Sentinels of the Starry Skies (2009–2010).

### MMO
Do najlepiej przyjętych gier MMORPG siódmej generacji należą dodatki The Burning Crusade (2007), Wrath of the Lich King (2008), Cataclysm (2010) i Mists of Pandaria (2012) do wydanego jeszcze w poprzedniej generacji World of Warcraft (2004). Pod koniec życia generacji gra miała 7,6 miliona subskrynentów, a w szczytowym okresie w 2010 roku liczba ta wynosiła 12 milionów. Bardzo dobrze przyjęte były także: rozgrywające się w uniwersum wykreowanym przez J.R.R. Tolkiena The Lord of the Rings Online oraz cztery dodatki do tej gry (2007–2012), toczące się w świecie Conana Barbarzyńcy wymyślonego przez Roberta E. Howarda Age of Conan: Hyborian Adventures (2008), Aion (2009), rozgrywające się 3–4 tysiące lat przed filmową sagą Gwiezdnych wojen Star Wars: The Old Republic (2011), gry wyprodukowane przez studia z Dalekiego Wschodu Rift (2011) i TERA (2012) – wszystkie te gry przeszły już na model free-to-play z mikropłatnościami. Do gier, które utrzymywały abonament należą wydana w trakcie szóstej generacji gra Star Wars Galaxies (2003) oraz Warhammer Online: Age of Reckoning (2008), których serwery zostały wyłączone odpowiednio w 2011 i 2013 roku. Ponadto jedną z niewielu gier MMORPG, która nie posiadała abonamentu, ale umożliwiała rozgrywkę po zakupie pudełkowej lub elektronicznej wersji było Guild Wars 2 (2012).
W 2009 roku pracownicy studia Riot Games wymyślili termin MOBA określający nowy gatunek gier komputerowych wzorowanych na modzie Defense of the Ancients do gry Warcraft III: Reign of Chaos. Do tego podgatunku gier strategicznych należą m.in. League of Legends, w które w styczniu 2014 roku grało 27 milionów osób dziennie (2009), Heroes of Newerth (2011) i Dota 2 będąca najpopularniejszą grą na Steam (2013). Dużą popularność zdobyła gra World of Tanks (2010), a pod koniec generacji War Thunder (2013). W 2013 roku dziesięciolecie obchodziła gra Eve Online, która mogła poszczycić się ponad 500 tysiącami subskrybentów i dalszym wsparciem producenta w postaci nowych dodatków.

### Przygodowe
Z podgatunku gier przygodowych typu point-and-click najlepiej przyjęto produkcję studia Telltale Games – The Walking Dead (2012) – opartą na serii komiksów Żywe trupy. To samo studio odpowiedzialne jest także za kilka innych dobrze przyjętych gier m.in. Sam & Max Beyond Time and Space (2008), Tales of Monkey Island (2009), Sam & Max: The Devil’s Playhouse oraz oparte na serii filmów Powrót do przyszłości Back to the Future: The Game (2010). Wyróżniały się także produkcje studia Amanita Design m.in. rozgrywające się w świecie robotów Machinarium (2009) z dwuwymiarową, ręcznie rysowaną grafiką oraz opowiadająca o botanicznych stworkach gra Botanicula. Uwagę graczy przykuły także produkcje francuskiego studia Quantic Dream − Heavy Rain (2010) oraz Beyond: Dwie dusze (2013) wydane tylko na PlayStation 3 – przez wielu uważane za interaktywne filmy, a nie gry. Entuzjastycznie przyjęto także produkcję studia Thatgamecompany zatytułowaną Podróż (2012), ostatnią część serii Myst – Myst V: Koniec Wieków (2005), niezależną grę Amnesia: Mroczny obłęd (2010) oraz Dreamfall: The Longest Journey (2006), czyli kontynuację The Longest Journey: Najdłuższa podróż będącej jedną z najbardziej znanych gier przygodowych typu wskaż i kliknij. Głównie w Japonii dużą popularność zyskały powieści wizualne m.in. Planetarian: Chiisana hoshi no yume, Little Busters! (2007) oraz Rewrite (2011).

### Przygodowe gry akcji
Przygodowe gry akcji to także jeden z najbardziej eksploatowanych gatunków gier siódmej generacji gier komputerowych. W trakcie jej trwania najlepiej oceniane w tym gatunku były gry z serii Uncharted (2007–2012) wydane tylko na konsole PlayStation 3 lub PlayStation Vita, w których grach wciela poszukiwacza skarbów Nathana Drake’a, The Last of Us (2013) opowiadające o podróży dwójki bohaterów przez postapokaliptyczne Stany Zjednoczone, kolejne części jednej z najbardziej znanych i najbardziej kontrowersyjnych serii gier z otwartym światem – Grand Theft Auto IV (2008, sprzedano ponad 21 milionów egzemplarzy) i gra z najwyższym budżetem w historii (265 milionów dolarów amerykańskich) Grand Theft Auto V (2013, sprzedano ponad 30 milionów egzemplarzy) od Rockstar Games oraz od tego samego wydawcy, nazywany często Grand Theft Auto na Dzikim Zachodzie – Red Dead Redemption (2010, sprzedano prawie 12 milionów egzemplarzy), Batman: Arkham Asylum (2009) oraz Batman: Arkham City (2011), które uważane są za najlepsze gry o komiksowym superbohaterze, zwieńczenie trylogii o bogu wojny Kratosie – God of War III (2010), seria Assassin’s Creed (2007–2014), w której gracz wciela się w przodków Desmonda Milesa w różnych okresach historii ludzkości, Metal Gear Solid 4: Guns of the Patriots (2008) znanego japońskiego twórcy gier Hideo Kojimy, należący do jednej z najbardziej znanych serii o przetrwaniu i walce z plagami zombie Resident Evil 5 (2009) oraz dużo chłodniej przyjęte Resident Evil 6 (2012), Just Cause 2 (2010), w którym główny bohater próbuje obalić samozwańczy rząd w Azji, nawiązujące do Apokalipsy św. Jana Darksiders (2009) i Darksiders II (2012), gangsterskie L.A. Noire (2011), reboot serii o Larze Croft – Tomb Raider (2013), psychologiczny horror Alan Wake (2010), cechujące się wyjątkową dawką absurdu Saints Row: The Third (2011); rozgrywające się w antyutopijnym świecie futurystyczne Mirror’s Edge (2008), w którym gracz wciela się w kuriera dostarczającego przesyłki poza kontrolą rządu, czerpiąca z filmu Francisa Forda Coppoli pod tytułem Ojciec chrzestny – Mafia II (2010), Dishonored(2012) opowiadające o Corvo Attano, który został wrobiony w zabójstwo cesarzowej i porwanie jej córki, Hitman: Rozgrzeszenie (2012), w którym gracz może ponownie wcielić się w Agenta 47, Tom Clancy’s Splinter Cell: Blacklist (2013) rozgrywające się w świecie, któremu zagraża organizacja terrorystyczna zwana Inżynierami oraz Infamous (2009) i Niesławny: Infamous 2 (2011), w którym gracz wciela się w superbohatera lub tytułowego „niesławnego”.

### Sportowe
Nieustającą popularnością cieszyły się serie gier sportowych m.in. symulujące rozgrywki piłki nożnej FIFA (najpopularniejsza część – FIFA 13 – sprzedała się w liczbie 13,5 miliona egzemplarzy) i Pro Evolution Soccer, koszykówki NBA 2K i NBA Live, futbolu amerykańskiego Madden NFL, hokeja na lodzie NHL, tenisa Top Spin i Virtua Tennis oraz przedstawiające zmagania na ringu bokserskim Fight Night i polu golfowym Tiger Woods PGA Tour. Zarówno konsola Sony, jak i Microsoftu posiadała serię gier na wyłączność o tematyce wyścigów samochodowych. Na PlayStation 3 wydano Gran Turismo 5(2010, sprzedano prawie 11 milionów egzemplarzy) i Gran Turismo 6 (2013), a na Xbox 360 pojawiły się Forza 2 (2007), Forza 3 (2009), Forza 4 (2011) i Forza Horizon (2012). Wśród wieloplatformowych tytułów z gatunku gier wyścigowych i rajdowych prym wiodły serie Need for Speed (Need for Speed: Most Wanted, 2005; Need for Speed: Carbon, 2006; Need for Speed: ProStreet, 2007; Need for Speed: Undercover, 2008; Need for Speed: Shift, 2009; Need for Speed: World, 2010; Need for Speed: Hot Pursuit, 2010; Shift 2 Unleashed, 2011; Need for Speed: The Run, 2011; Need for Speed: Most Wanted, 2012), Race Driver (Race Driver: GRID, 2008; Grid 2, 2013), Colin McRae (Colin McRae: Dirt, 2007; Colin McRae: Dirt 2, 2009; Dirt 3, 2011; Dirt Showdown, 2012). Bardzo dobre oceny uzyskała też gra Burnout Paradise (2008) oferująca dynamiczne i ekstremalne wyścigi samochodowe i motocyklowe.

### Strategiczne
Gry strategiczne wydawane był głównie z myślą o PC, jednak pojawiały się także gry z tego gatunku na konsole oraz urządzenia mobilne. Najlepiej przyjętą grą była strategia czasu rzeczywistego opracowana i wydana przez studio Blizzard Entertainment – StarCraft II: Wings of Liberty (2010), która stała się jedną z dyscyplin e-sportu. Bardzo dobrze przyjęte były także gry: Empire: Total War (2009), Napoleon: Total War (2010), Total War: Shogun 2 (2011) oraz Total War: Shogun 2 – Zmierzch Samurajów (2012), których nazwa nawiązuje do wojny totalnej, czyli wojny prowadzonej przy pełnym zaangażowaniu społeczeństwa i pełnym poświęceniu środków gospodarczych. Kolejną znaczącą grą było World in Conflict (2007), które przedstawia alternatywną historię rozgrywającą się po 1988 roku. Innymi ważnymi grami strategicznymi dla elektronicznej rozgrywki były premiery kolejnych już części cieszących się dużą popularnością gier strategicznych takich jak: Civilization V (2010) polegające na kierowaniu rozwojem wybranej nacji na przestrzeni dziejów; Europa Universalis III (2007) rozgrywające się pomiędzy 1453 rokiem, zaraz po zdobyciu Konstantynopola przez Turków, a wybuchem rewolucji amerykańskiej i francuskiej; Heroes of Might and Magic V (2006) i Might and Magic: Heroes VI (2011) kontynuujące jeden z najbardziej znanych cyklów turowych strategii fantasy; przedstawiające alternatywną wersję historii, w której wybucha wojna pomiędzy Sowietami, Aliantami i Imperium Wschodzącego Słońca Command & Conquer: Red Alert 3 (2008); rozgrywająca się w XV wieku strategia ekonomiczna Anno 1404 (2009) oraz jej futurystyczna kontynuacja Anno 2070 (2011); i Tropico 3 (2009), gdzie gracz obejmuje urząd wszechpotężnego El Presidente na tropikalnej wyspie.

### Symulacyjne
W trakcie trwania siódmej generacji gier komputerowych bardzo popularne stały się gry symulacyjne. Za wydawanie ich na terenie Polski odpowiedzialne były przede wszystkim dwie firmy – cdp.pl i Techland. Do najpopularniejszych gier tego typu należały symulatory pracy na roli (Symulator Farmy 2013, 2012; Landwirtschafts-Simulator, 2012) oraz samochodów ciężarowych (Euro Truck Simulator 2, 2012). Pojawiły się także niskobudżetowe symulatory m.in. budowy, jazdy, koparki, maszyn budowlanych, misji na marsa, operacji, pociągów, policji, robót drogowych, robót górniczych, straży pożarnej, śmieciarki, transportu kolejowego, które osiągały spory sukces w swojej niszy. Wśród gier zagranicznych producentów pojawiały się takie tytuły jak symulatory okrętów podwodnych – Silent Hunter 4: Wolves of the Pacific (2007) i Silent Hunter 5: Battle of the Atlantic (2010), kolejne części serii symulatorów lotniczych Il-2 Sturmovik – Birds of Prey (2008) i Cliffs of Dover (2011), symulatory ewolucji Spore (2008) oraz życia Viva Piñata (2006) i The Sims 3 (2009, sprzedano 10 milionów egzemplarzy).

### Niezależne
W 2008 roku wraz z premierą gier takich jak Spelunky (2008), World of Goo (2008) i Braid (2009) rozpoczęła się moda na gry indie, czyli takie, które zostały wyprodukowane przez jedną osobę lub kameralny zespół bez finansowego wsparcia wydawcy gier. Dużym zainteresowaniem graczy cieszyły się produkcje takie jak tajemnicze, czarno-białe Limbo (2010); charakteryzujący się bardzo wysokim poziomem trudności Super Meat Boy (2010); krwawe side-scrollowe beat’em up Shank (2010) i Shank 2 (2012) oraz rozgrywające się w setkach generowanych losowo podziemi The Binding of Isaac (2011). Jednak największą popularność zyskał Minecraft (2009 wersja testowa, 2011) pozwalający graczom na tworzenie konstrukcji z sześciennych bloków w otwartym trójwymiarowym świecie. Do grudnia 2013 roku sprzedano 13 milionów egzemplarzy wersji na komputery osobiste.
4 maja 2010 roku wystartowała pierwsza akcja Humble Indie Bundle, w której za niską kwotę można było zakupić pakiet gier niezależnych. Akcja zakończyła się tydzień później i okazała się ogromnym sukcesem. W późniejszych przedsięwzięciach sprzedawano także gry wydawców tj. Deep Silver, Electronic Arts, THQ oraz Warner Bros. Za sprawą sukcesu Humble Bundle powstały takie serwisy jak Indie Royal, Indie Bundle, Indie Gala, Bundle Stars oraz polska inicjatywa GamesRage. 30 sierpnia 2012 roku za sprawą Valve powstał serwis Steam Greenlight. Jego głównym celem jest promowanie niezależnych, zdolnych twórców m.in. gier komputerowym, którzy nie posiadają wsparcia wydawców, a chcą sprzedawać swoje produkcje w dystrybucji cyfrowej na platformie Steam.

### Pozostałe
Wysokie oceny zdobyła platformowa gra logiczna Portal 2, która ukazała się po pozytywnych opiniach graczy w stosunku do pierwszej część wydanej w kompilacji gier Valve zatytułowanej The Orange Box. Ogromną popularność zdobyły gry fińskiego studia Rovio Entertainment z serii Angry Birds, w których zadaniem gracza jest wystrzeliwanie z procy tytułowych „wściekłych ptaków” tak, aby zniszczyły wrogie świnie umieszczone w różnych strukturach. Pierwszą grą z serii było Angry Birds wydane 10 grudnia 2009 roku początkowo na urządzenia z systemem iOS, a później przeniesione także na inne systemy. Ogromny sukces gry zaowocował wydaniem kolejnych części gier z serii Angry Birds Seasons (2010), Angry Birds Rio (2011), Angry Birds Space (2012), Angry Birds Star Wars (2012), Angry Birds Star Wars II (2013) oraz spin-offu Bad Piggies (2012). W listopadzie 2011 roku liczba pobrań gier z serii przekroczyła pół miliarda, natomiast w maju 2012 roku osiągnięto wynik miliarda pobrań.
Dużą popularnością cieszyły się także gry z serii Lego m.in. Lego Star Wars: The Complete Saga (2008), Lego Batman: The Video Game (2008), Lego Indiana Jones: The Original Adventures (2008), Lego Batman: The Video Game (2010), Lego Piraci z Karaibów (2012) i Lego The Lord of the Rings (2012). Wszystkie te tytuły bazowały na popularnych w popkulturze markach. Nieustającą popularnością cieszyła się także seria The Sims za sprawą części trzeciej (2009) i licznych dodatków do niej. Pozytywne recenzje i ogromne wsparcie społeczności w rozwijaniu serii zyskały gry LittleBigPlanet (2008) i LittleBigPlanet 2 (2011), w których gracze stworzyli miliony nowych plansz. W trakcie trwania siódmej generacji pojawiły się także Plants vs. Zombies (2009) będące jedną z najpopularniejszych pozycji z gatunku tower defense, taneczne gry z serii Just Dance (2009-) oraz opowiadające o najbardziej znanym hydrauliku na świecie Super Mario Galaxy (2007) i Super Mario Galaxy 2 (2010) będące jednymi z najwyżej ocenianych gier w historii elektronicznej rozgrywki w agregatorach GameRankings i Metacritic, a także New Super Mario Bros. Wii (2009, sprzedaż powyżej 27 milionów egzemplarzy) i dodawana do wszystkich konsol Nintendo gra Wii Sports (2006, sprzedano 82 miliony egzemplarzy).
W połowie generacji szczyt popularności osiągnęły proste gry uruchamiane w przeglądarce internetowej na portalu społecznościowym Facebook m.in. Candy Crush Saga, FarmVille 2, Restaurant City i Mafia Wars. Na początku generacji dużą popularnością cieszyły się gry muzyczne m.in. Elite Beat Agents (2007), Guitar Hero II (2006), Rock Band (2008), czy DJ Hero (2009). Jednak około 2010 roku sytuacja się zmieniła i zaprzestano, lub wstrzymano produkcję kolejnych części wielu znanych serii gier muzycznych, aż do początku kolejne generacji.
Wraz z bardzo dobrymi wynikami sprzedaży kontrolerów ruchu Wii MotionPlus, PlayStation Move oraz Kinect popularne stały się gry wykorzystujące te urządzenia. Sukces komercyjny osiągnęły gry takie jak: „multisportowe” Sports Champions (2010) i Kinect Sports (2010) oraz ich kontynuacje Sports Champions 2 (2012) i Kinect Sports: Season Two (2012); tenisowe: Virtua Tennis 4 (2012) i Top Spin 4 (2011); bijatyka The Fight: Lights Out (2010); będące także programem treningowym do utrzymania kondycji i sprawności UFC Personal Trainer (2011); rozgrywające się w uniwersum Gwiezdnych wojen Kinect Star Wars (2012); przeniesione z urządzeń z systemami iOS i Android polegające na jak najszybszym przecinaniu owoców Fruit Ninja Kinect (2011); opierające się na opiekowaniu i zabawie ze zwierzętami Kinectimals (2010); składające się z kilku minigier angażujących całe ciało Kinect Adventures (2010, sprzedano prawie 21 milionów egzemplarzy); trzecioosobowa strzelanina SOCOM: Polskie Siły Specjalne (2011) i pierwszoosobowa strzelanina MAG: Massive Action Game (2012) wykorzystujące dodatkową nakładkę Sharp Shooter na PlayStation Move w kształcie karabinu i spin-off serii Dead Space – Dead Space: Extraction (2009).

### Reedycje i mobilne spin-offy
Od 2009 roku regularnie na rynku pojawiają się reedycje najlepszych gier poprzedniej, szóstej generacji gier komputerowych, które oferują wyższą niż w oryginale rozdzielczość (zazwyczaj 720p), lepszy frame rate (zazwyczaj stabilne 60 kl./s) oraz wsparcie dla systemu osiągnięć. Jedną z pierwszych takich reedycji było God of War Collection (2009), które zawierało dwie pierwsze części serii o Bogu Wojny Kratosie. W kolejnym latach pojawiały się odnowione wersje takie jak opowiadające o Księciu Persji Prince of Persia: Trilogy (2010), Team ICO Collection (2011) zawierające gry Ico, gdzie tytułowa postać próbuje wydostać się z zamku, a przy tym opiekuje się i ochrania małą dziewczynkę, oraz Shadow of the Colossus, w którym gracz wciela się młodzieńca pragnącego ożywić zmarłą ukochaną i aby tego dokonać, musi pokonać olbrzymie posągi, Oddworld: Stranger’s Wrath HD (2010) opowiadające o łowcy nagród, który dla pieniędzy podejmuje się każdego zlecenia, kompilacja skradanek o Snake’u Metal Gear Solid HD Collection (2011), survival horrory Resident Evil 4 HD (2011), Resident Evil: Code Veronica X HD (2011), Resident Evil: Chronicles HD Collection (2012), gdzie gracze toczą walkę o przetrwania z wszechobecną plagą zombie, Beyond Good & Evil HD (2011), gdzie gracz obejmuje kontrolę nad młodą reporterką Jade, której „główną bronią“ jest aparat fotograficzny, opowiadające o walce z inwazją obcych MDK2 HD (2011), luźno oparte na twórczości Toma Clancy – Tom Clancy’s Splinter Cell Classic Trilogy HD (2011), przedstawiające historię Dantego i jego walkę z demonami Devil May Cry HD Collection (2012), budzące strach w graczach Silent Hill HD Collection (2012), którego akcja toczy się w opustoszałym amerykańskim miasteczku, adresowane do fanów ekstremalnej jazdy na deskorolce Tony Hawk’s Pro Skater HD (2012), toczące się w niedalekiej przyszłości Killzone HD (2012) opowiadające o walce dwóch frakcji – Helghast i ISA – oraz odwołujące się do korzeni fabularnych gier komputerowych Baldur’s Gate: Enhanced Edition (2012) i Baldur’s Gate II: Enhanced Edition (2013).
Na smartfony i tablety zaczęły się pojawiać remaki i porty gier z komputerów osobistych lub konsol przeważnie poprzednich generacji (m.in.: Another World – 20th Anniversary, 2011–2012; sześć pierwszych części serii Final Fantasy, 2011–2013; Grand Theft Auto III, 2011; Grand Theft Auto: Vice City, 2012; Grand Theft Auto: San Andreas, 2013; Max Payne, 2012; Plants vs. Zombies, 2010; The Walking Dead, 2012; Star Wars: Knights of the Old Republic, 2013; Syberia, 2013; Tomb Raider, 2013; World of Goo, 2011; XCOM: Enemy Unknown, 2013;) i spin-offy serii mających swoje początki na konsolach i komputerach PC (m.in.: Deus Ex: The Fall, 2013; Grand Theft Auto: Chinatown Wars, 2010; Mass Effect Infiltrator (2012), Might & Magic: Duel of Champions, 2013; Spider-Man: Total Mayhem, 2010; Total War Battles, 2012).

### Cross-geny
W czwartym kwartale 2013 roku zaczęły pojawiać się na rynku cross-geny, czyli w tym wypadku gry wydane zarówno na konsole starej, siódmej, oraz nowej, ósmej generacji. Wśród nich znalazły się m.in. rozgrywający się w pirackich klimatach Assassin’s Creed IV: Black Flag (2013), stawiające na rozgrywki wieloosobowe strzelaniny Battlefield 4 (2013) i Battlefield Hardline (2015), opowiadające o losach członka elitarnej formacji zwanej „Duchami” Call of Duty: Ghosts (2013), futurystyczne Call of Duty: Advanced Warfare (2014) opowiadające o losach żołnierzy prywatnej korporacji militarnej ATLAS Corporation, kontynuacja japońskiej serii skradankowych gier akcji Metal Gear Solid V: The Phantom Pain (2015), traktujący o nielegalnych wyścigach samochodowych Need for Speed: Rivals (2013), skradanka o tytułowym złodzieju Thief (2014), reboot serii o Larze Croft Tomb Raider (2013–2014), toczące się w inwigilowanym i pełnym elektroniki Chicago Watch Dogs (2014), osadzony w uniwersum Obcego survival horror Obcy: Izolacja (2014), rozgrywający się w Śródziemiu Middle-earth: Shadow of Mordor (2014) oraz opowiadający historię pogrążonego w chaosie świata Thedas Dragon Age: Inkwizycja (2014).

## Schyłek generacji
Pod koniec 2012 i w 2013 roku sprzedaż konsol siódmej generacji przewyższała sprzedaż konsoli Wii U, która od momentu premiery do lipca 2013 roku została sprzedana w liczbie 3,61 mln sztuk. W 2013 roku zaczęto odnotowywać spadek sprzedaży konsol siódmej generacji. Związane to było z premierami urządzeń – PlayStation 4 oraz Xbox One. W okresie od 1 października do 31 grudnia 2013 roku sprzedaż PlayStation 4 wyniosła 4,2 milionów sztuk, a PlayStation 3 3,6 milionów sztuk. Do końca 2013 roku sprzedano także 3 mln sztuk konsoli Xbox One. W 2013 roku firma Sony po ośmiu latach dominacji Nintendo wróciła na pozycję lidera w kategorii sprzedaży konsol. Urządzenia marki PlayStation sprzedały się w liczbie 18,7 mln egzemplarzy, a konsole Nintendo w liczbie 16,3 mln sztuk. Najmniejszą sprzedaż odnotowały urządzenia marki Xbox, które zostały sprzedane w liczbie 11,6 mln egzemplarzy.